# 유생연장
유생연장(neoteny) 또는 유생성숙 또는 유형성숙(幼形成熟) 또는 유태성숙(幼態成熟) 또는 유년화(juvenilization)는 동물이 성적으로 완전히 성숙된 개체이면서 비 생식 기관은 미성숙한 현상을 말한다.
유생연장은 유기체, 일반적으로 동물의 생리학적 또는 체세포적 발달이 지연되거나 느려지는 것이다. 현대인의 유생연장은 다른 영장류보다 더 중요하다. 전기성숙(progenesis) 또는 소아발생(paedogenesis)에서 성적 발달이 가속화된다.
유생연장과 전기성숙(progenesis)은 모두 소아형성증(paedomorphism: 어린이의 전형적인 형태를 갖는 것) 또는 소아형성(paedomorphosis: 어린이의 전형적인 형태로 변화하는 것)을 초래하며, 이는 다른 시간대 발달(heterochrony) 유형이다. 이는 이전에 어린아이에서만 볼 수 있었던 특성을 성인이 유지하는 것이다. 이러한 유지는 진화생물학, 가축화 및 진화발달생물학에서 중요하다. 일부 저자는 소아형성(paedomorphism)을 도롱뇽에서 볼 수 있는 유생 특성의 유지로 정의한다.

## 역사 및 어원

배아 발달의 모든 과정의 시기 선택이나 속도의 변화인 다른 시간대 발달(heterochrony)의 여섯 가지 유형의 변화에 대한 그림. 빨간색인 앞으로 이동(predisplacement), 과형성(hypermorphosis), 가속(accelerate)은 발달 기간을 증가(증가 형성: peramorphosis); 파란색인 뒤로 이동(postdisplacement), 저형성(hypomorphosis), 감속(decelerate)은 발달 기간을 단축(어린이 형성: paedomorphosis)한다.

용어 자체는 1885년 줄리우스 콜먼(Julius Kollmann)이 만들어낸 것으로, 그는 개구리, 두꺼비와 같은 다른 성숙한 양서류와 달리 아가미를 포함한 올챙이와 같은 수생 단계를 유지하는 아홀로틀의 성숙을 기술하였다.

## 가축

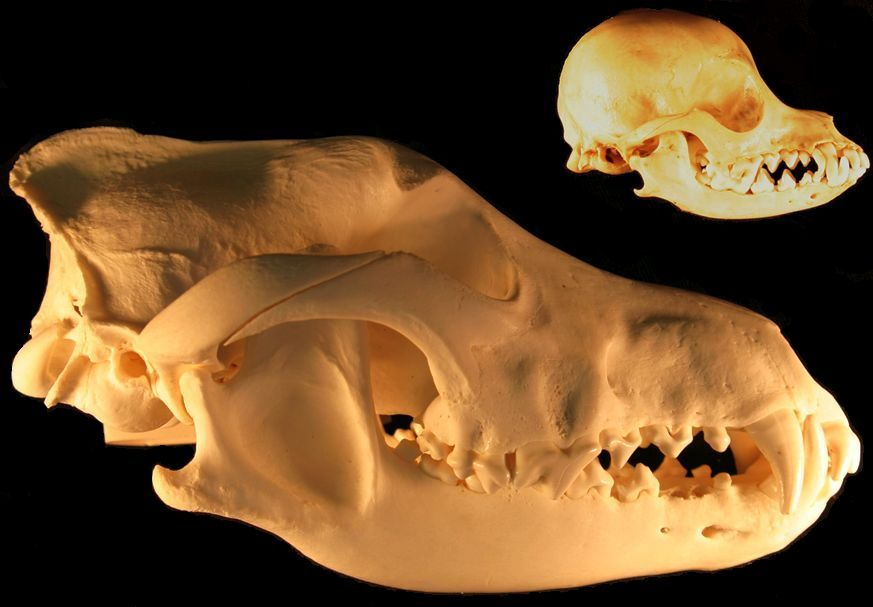
유생연장과 두개골 크기 감소 - 회색 늑대와 치와와 두개골

## 다른 종

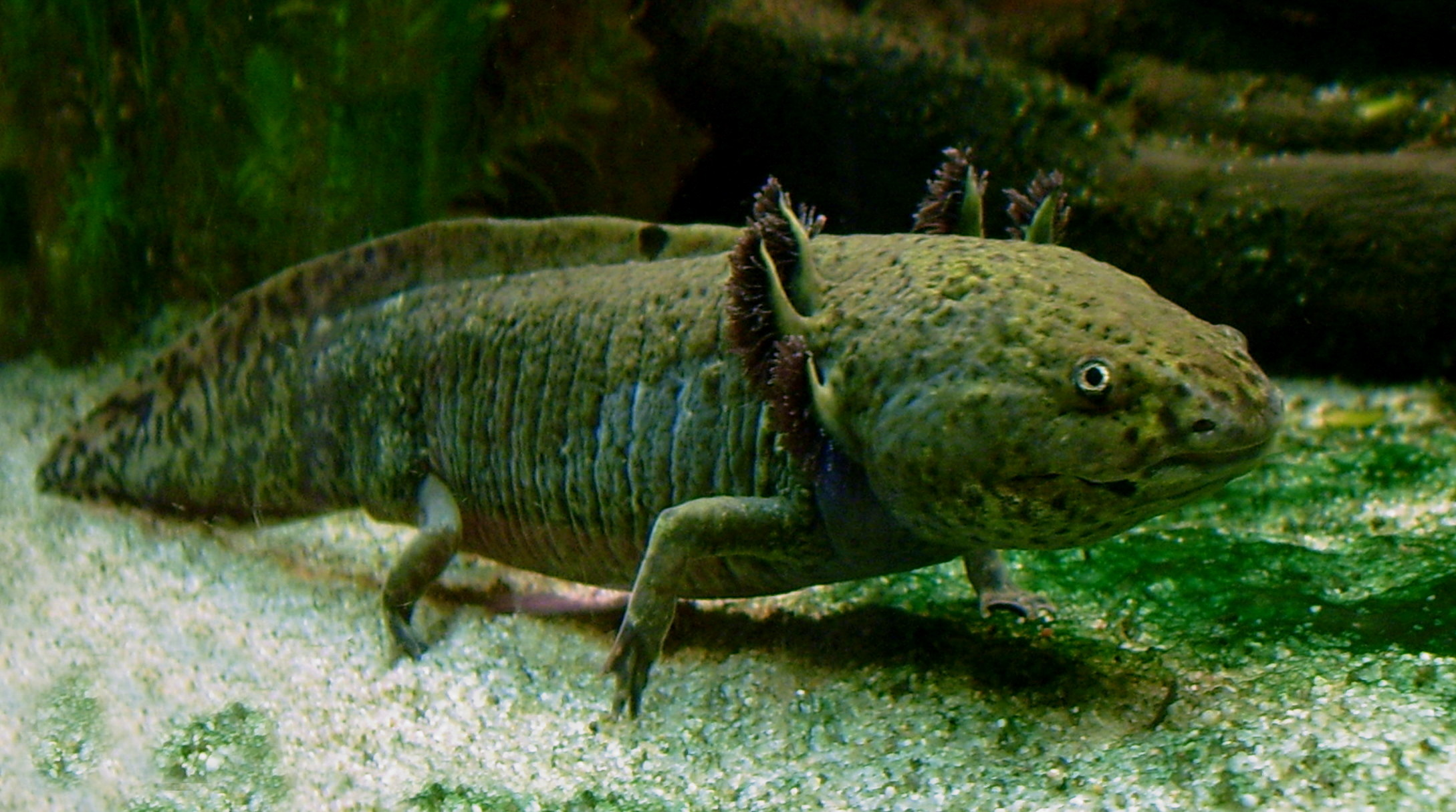
악솔로틀은 유생연장 도롱뇽으로, 평생 아가미를 유지하는 경우가 많다.

## 같이 보기
- 유생연장 복합 증후군 (하이랜더 증후군)